# Juan González Mesa
 Juan González Mesa es un escritor y guionista español, nacido en Cádiz en 1975. Es autor, entre otras obras, de la novela Gente Muerta, publicada en papel en 2013. Actualmente es el coordinador de argumento y coautor del proyecto literario en internet Tiempo de Héroes, con edición impresa en 2014, y ha participado como coguionista de Sombras, web serie disponible actualmente en la plataforma iTunes. Es miembro activo de la Horror Writers Association (HWA) y de la Asociación Española de Fantasía, Ciencia Ficción y Terror (AEFCFT)

## Trayectoria
Según palabras del propio autor (Arte Llano, 2010) escribe novelas desde que lee novelas, aunque su inquietud no es solo literaria, sino creativa en general, con lo que también se ha interesado por el dibujo, los cómics y la escritura de guiones de corto y largometraje.
Su obra podría englobarse de modo general, aunque no estricto, en el género sobrenatural, ya tienda al terror, el thriller o la épica. Ganador de varios concursos de relato, colaborador en programas de radio sobre cine y en publicaciones culturales de literatura, también ha hecho incursiones en el mundo audiovisual. Estudió en la Escuela de Cine de Puerto Real, tras lo cual escribió, produjo y dirigió el cortometraje Exnátura, con Isabel María Denís y Didier Otaola como protagonistas. Durante esa época colaboró con el programa Último Estreno, de Radio La Isla, en el que llevaba la sección especializada en adaptaciones cinematográficas.
También colaboró en un taller literario con la revista digital Más Literatura, y ayudó en la creación del proyecto literario virtual Cinerarium. Así mismo, participó en la elección de novelas indies en el proyecto "Fuera de Serie", que tenía por objeto promocionar obras que merecieran la pena de autores desconocidos.
Tras estos proyectos fue uno de los creadores de Tiempo de Héroes (publicado por Norma Editorial en abril de 2014), en el que participa como autor de uno de los hilos argumentales y es, además, coordinador de la trama principal. Se trata de una iniciativa multidisciplinar basada en la novela de Daniel Estorach, "Hoy me ha pasado algo muy bestia", en la que colaboran escritores, ilustradores, periodistas y músicos. Consiste en la publicación periódica, desde marzo de 2012, de un capítulo en la página web de Tiempo de Héroes, acompañado de varias ilustraciones y su propia BSO.
Su primera novela, publicada en 2008 bajo el sello de Bizarro colección de novela corta, es El Exilio de Amún Sar, que cosechó inmejorables críticas. En 2013, su novela Gente Muerta fue publicada en formato tradicional por la editorial Ediciones Acontracorriente y, en febrero del mismo año, el sello Bizarro lanzó una nueva novela corta: La Montaña (novela). Estas tres obras pertenecen a una misma ambientación histórica y sobrenatural llamada MundoSolo. Futuros títulos pertenecientes a esta misma ambientación serán la novela corta Los Gritos y el primer volumen de una saga llamada Gabinete 1906. En 2014 publica también Los inmortales (novela), en este caso con la editorial Libralia.
En el campo audiovisual, en la serie para internet Sombras, cuyo director es el realizador televisivo Valerio Bosserman, ha colaborado como coguionista.

### Novelas
- Gente Muerta (2013, Ediciones Acontracorriente) ISBN 978-84-939129-2-5
- Los inmortales (novela) (2014, Libralia)
- Los perros que nadie quiere (2023, Editorial Edaf)  ISBN 978-84-414426-9-6

### Novelas cortas
- Los hijos de la araña (2017, Editorial Cerbero) ISBN 978-84-947454-7-8
- Rubicón (2017, Editorial Cerbero) ISBN 978-84-946422-0-3
- La Montaña (novela corta) (2013, Bizarro)
- El Exilio de Amún Sar (2008) ISBN 84-615-8150-4

### Relatos
- El desfiladero (2000)
- Dead man walking (2001)
- La virtud del esclavo (2003)
- El historial del egófago,[7] (2004)
- El consejo de Dédalo,[8] (2010)
- Putas de Tijuana (2013)
- Conjunto de más de sesenta relatos publicados en la plataforma Bubok.

## Premios
- XIX Premio Juan Ortiz del Barco. Certamen literario de cuento. Año 2000. Primer premio: El desfiladero.
- XVII Premio de cuentos Ciudad de Elda. Año 2001. Accésit: Dead man walking. (Publicado en el n.º 287 de la revista Vivir en Elda).
- Certamen literario nacional para jóvenes escritores José María Franco Delgado. Año 2003. Accésit: La virtud del esclavo.
- XXVIII Premio relato ciudad de Martos. Año 2004. Primer premio: El historial del egófago. (Publicado en la revista Aldaba en agosto de 2004).
- XXVII Premio de Novela Negra Ciudad de Getafe 2023: Los perros que nadie quiere.[9]

## Audiovisual
- Corto Exnátura (2005)
- Serie Sombras (Potenza Producciones;[10] director, Valerio Bosserman)